# Закарія Шихаб
Захарія Шихаб  (5 березня 1926) — ліванський борець, олімпійський медаліст.

## Виступи на Олімпіадах
| Олімпіада      | Дисципліна                       | Місце |
| -------------- | -------------------------------- | ----- |
| Гельсінкі 1952 | греко-римська боротьба, до 54 кг | 2     |

## Зовнішні посилання
- Досьє на sport.references.com [Архівовано 2 лютого 2009 у Wayback Machine.]

1. 1 2  https://www.olympedia.org/athletes/59257